# خرمان لوکس
خرمان لوکس (به اسپانیایی: Germán Lux) دروازه‌بان فوتبال آرژانتینی است که در دپورتیوو لاکرونیا بازی می‌کند.